# Nicolau I Zorzi
Nicolau I Zorzi (m. 1345) da Dinastia Zorzi, foi Marquês do Marquesado de Bodonitsa, estado cruzado na Grécia. Governou de 1335 até 1345. Este Marquesado foi vassalo do Reino de Tessalónica e mais tarde vassalo do Principado de Acaia. Nicolau I Zorzi foi antecedido no governo do Marquesado por Bartolomeu Zaccaria, 1º marido da esposa de Nicolau. Foi seguido no governo por Francisco Zorzi.